# Coccoloba peruviana
Coccoloba peruviana är en slideväxtart som beskrevs av Gustav Lindau. Coccoloba peruviana ingår i släktet Coccoloba och familjen slideväxter. Inga underarter finns listade i Catalogue of Life.